# Třída Hatakaze
Třída Hatakaze je třída torpédoborců Japonských námořních sil sebeobrany. Celkem byly postaveny dvě jednotky. Třída je primárně určena pro boj s letadly. Jsou to první japonské válečné lodě s pohonem koncepce COGAG.

## Stavba
Třída se skládá z jednotek Hatakaze a Šimakaze, postavených japonským koncernem Mitsubishi Heavy Industries (MHI) ve své loděnici v Nagasaki v letech 1983–1988.
Jednotky třídy Hatakaze:
| Jméno              | Zahájení stavby | Spuštěna          | Vstup do služby | Status                                                                     |
| ------------------ | --------------- | ----------------- | --------------- | -------------------------------------------------------------------------- |
| Hatakaze (DDG-171) | 20. května 1983 | 9. listopadu 1984 | 27. března 1986 | od 19. března 2020 cvičná loď Hatakaze (TV-3520), vyřazena 17. března 2025 |
| Šimakaze (DDG-172) | 13. ledna 1985  | 30. ledna 1987    | 23. března 1988 | od 19. března 2021 cvičná loď Šimakaze (TV-3521), aktivní                  |

## Konstrukce

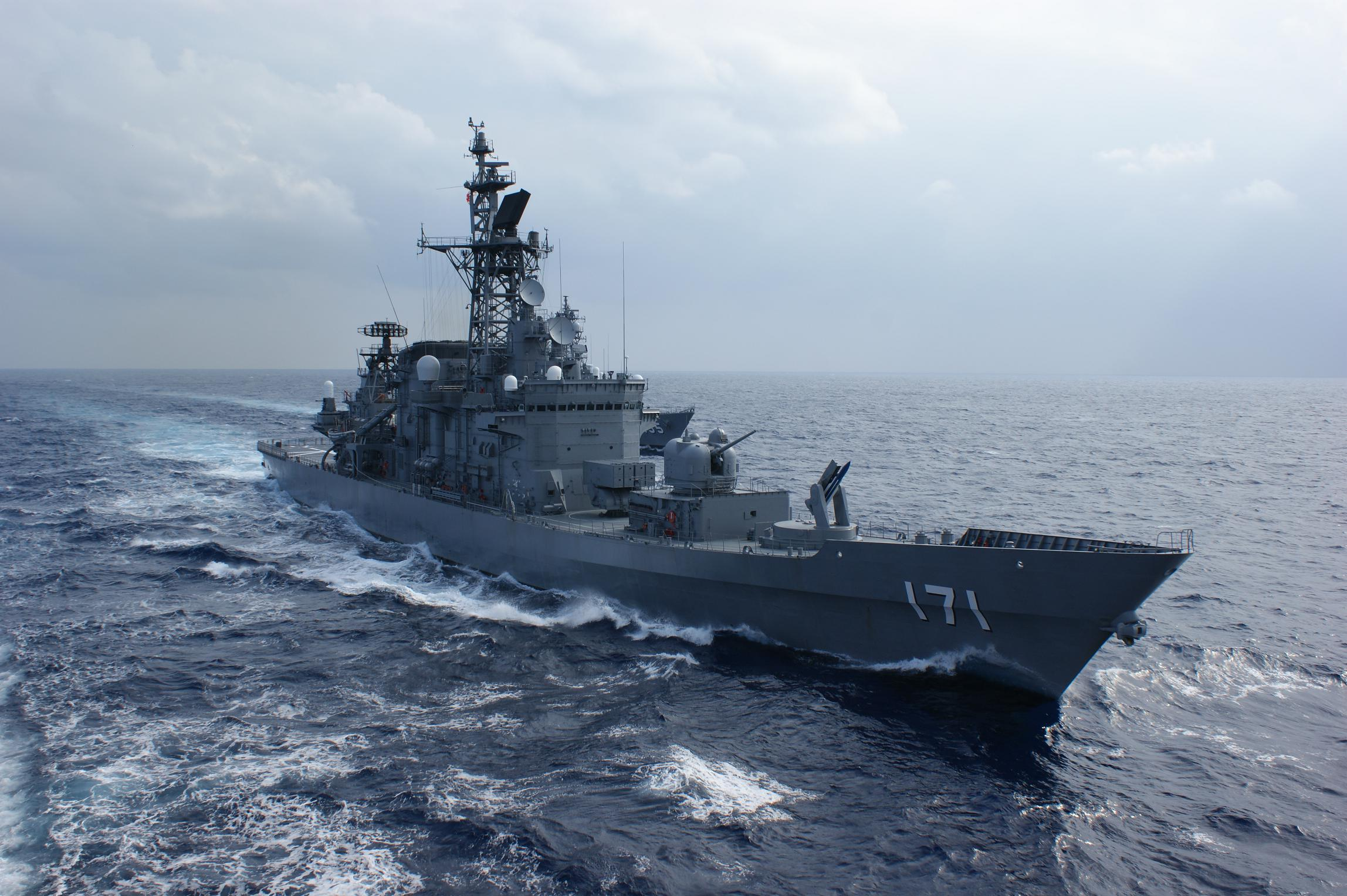
Hatakaze (DDG-171)

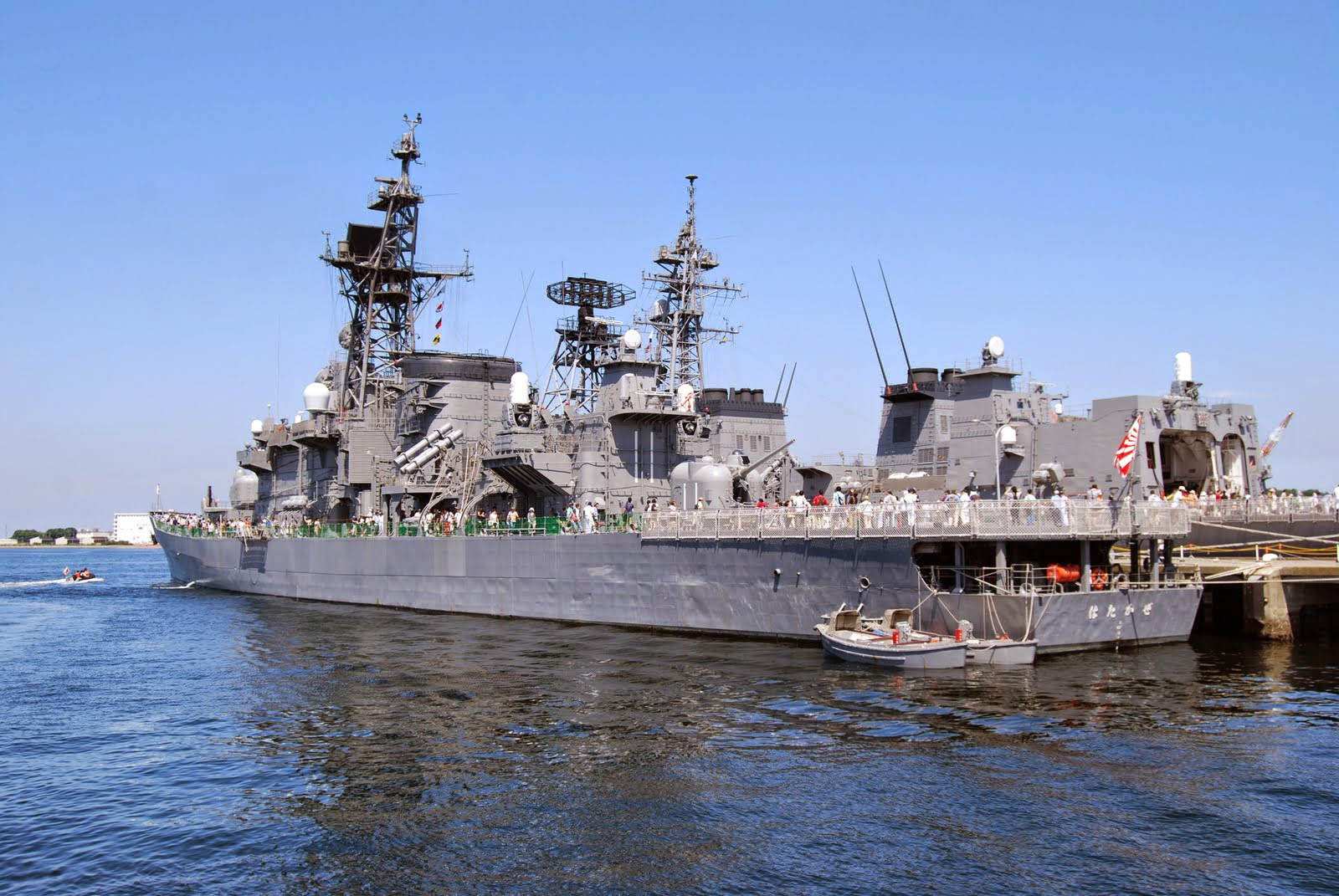
Hatakaze (DDG-171)

Torpédoborce nesou odpalovací zařízení protiletadlových střel Standard SM-1 MR se zásobou 40 střel (původně byly vybaveny střelami Tartar), dále raketová torpéda ASROC a osm protilodních střel Harpoon. Hlavňovou výzbroj představují dva 127mm kanóny typu 73 a dva systémy blízké obrany Phalanx CIWS. Proti ponorkám mohou použít rovněž dva tříhlavňové 324mm protiponorkové torpédomety a může z nich operovat protiponorkový vrtulník (ovšem nemají hangár).
Pohonný systém je koncepce COGAG. Při plavbě cestovní rychlostí plavidla pohánějí dvě plynové turbíny Kawasaki Rolls-Royce Spey SM1A a v bojové situaci se připojí ještě dvě další plynové turbíny Rolls-Royce Olympus TM-3A. Lodní šrouby jsou dva. Nejvyšší rychlost dosahuje 30 uzlů.